# Domenico Agostini

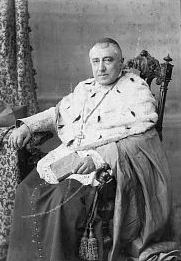
Patriarch Domenico Kardinal Augustini (1891)

Domenico Agostini (* 31. Mai 1825 in Treviso, Italien; † 31. Dezember 1891 in Venedig) war Patriarch von Venedig und Kardinal der Römischen Kirche.

## Leben
Domenico Agostini studierte Theologie in Treviso, danach Philosophie und Recht in Padua, wo er in beiden Fächern promoviert wurde. Er empfing am 26. Januar 1851 die Priesterweihe durch den Patriarchen von Venedig, Kardinal Monico. Ab 1863 war Agostini Erzpriester im Domkapitel von Treviso, ehe er 1871 Bischof von Chioggia wurde. Die Bischofsweihe spendete ihm am 17. Dezember 1871 in Venedig Kardinal Giuseppe Luigi Trevisanato, Patriarch von Venedig; Mitkonsekratoren waren Federico Maria Zinelli, Bischof von Treviso, und Salvatore Giovanni Battista Bolognesi, Bischof von Belluno e Feltre. Von 1877 bis zu seinem Tode im Jahre 1891 war Agostini Patriarch von Venedig.
Er wurde im Konsistorium am 27. März 1882 von Papst Leo XIII. in das Kardinalskollegium aufgenommen, kurzc darauf wurde ihm die Titelkirche Sant’Eusebio zugewiesen. 1886 wechselte er zur Titelkirche Santa Maria della Pace.
Nach seinem Tod 1891 wurde Domenico Agostini auf dem Friedhof San Michele in Venedig beigesetzt.